# Kata Rogić
Kata Rogić (Đurđin, 11. listopada 1913. – 4. lipnja 1993.), bila je naivna umjetnica u tehnici slame. Rodom je bačka Hrvatica.

## Životopis
Rodila se u bačkom selu Đurđinu 1913. godine.
Bila je poznata kao pletilja kruna i inih ukrasa za đurđinske i subotičke proslave Dužijance.
Njezino djelo kalež iz 1946. godine, kojeg je napravila "u punom plasticitetu bez popratnih ukrasnih elemenata" predstavljalo je prekretnicu u izradi slamenih predmeta, ali i u tome da pletilje više nisu bile anonimne, nego ih se počelo prepoznavati kao individualne vrsne umjetnike.
U rad Likovne kolonije tavankutskog hrvatskog KUD-a Matija Gubec uključila se 1964. godine. Već sredinom veljače, od 14. do 22. veljače 1965. godine imala je svoju prvu izložbu, gdje je izložila svoje radove zajedno s još nekoliko naivnih umjetnica iz KUD-a Matija Gubec (slikarice naivke Cilika Dulić Kasiba, Marga Stipić, slamarke Ana Milodanović, Đula Milodanović, Teza Milodanović) i slikara amatera. Bilo je to u Subotici, a izložba se zvala Amateri i naivci - Tavankut. Zbog velike pozornosti koju su privukle i povoljnih ocjena kritičara i javnosti, slamarke više nisu morale izlagati zajedno sa slikarima, nego su od onda mogle izlagati samostalno.
Pojavila se u poznatom dokumentarnom filmu Ive Škrabala Slamarke divojke iz 1970. godine, zajedno s Margom Stipić (iz Tavankuta), Ružom Dulić (iz Tavankuta), Marijom Ivković Ivandekić (iz Đurđina), Anicom Balažević, Tezom Vilov (iz Bikova) i Ruškom Poljaković (iz Đurđina).
Prijateljstvo s njezinom višegodišnjom suradnicom Marijom Ivković Ivandekić dovelo je njezin rad do savršenstva.
Marija Ivković Ivandekić i Kata Rogić bile su dvije utemeljiteljice (od njih ukupno pet) koje su bile i učiteljicama ovakve vrste umjetničkog izražavanja, pri čemu je Marija tehnikom pletiva osobito zadužila HKPD Matija Gubec.
Kata Rogić, sestre Milodanović Ana, Teza i Đula, Marija Ivković Ivandekić i ostale poznate pletilje predmeta od žitne slame (perlica, ornamenata i kruna) za proslave Dužijance te za katedralnu crkvu u Subotici i u mjesnim crkvama (u Đurđinu, Maloj Bosni, Tavankutu, Žedniku i drugim selima) prvo su radile etnografske predmete kao što su dijademe, krune, perlice i vjerski simboli, a poslije su prešle na izradu slika od slame.
Ona i njezina prijateljica i višegodišnja suradnica Marija Ivković Ivandekić izradile su brojne radove vjerske tematike: krunu kraljice Jelene Solinske, maketu Višeslavove krstionice, sliku sv. Franje Asiškog u spomen 800. obljetnice njegovog rođenja, grb sv. Terezije Avilske (zaštitnice subotičke katedrale) u spomen 400. godišnjice njezine smrti, grb kardinala Franje Kuharića, grb pape Pavla VI. (kojeg mu je osobno darovala kad je bila u Rimu lipnja 1976. godine; čuva se u Vatikanskom trezoru), grb biskupa Lajče Budanovića, franjevački grb, karmelski grb i ost., kruna pape Pavla VI., zaj. rad Marije Ivković Ivandekić i Kate Rogić, izložen u Vatikanskome muzeju. Kad je bilo politički opasno izrađivati krune, izrađivale su liturgijske simbole. Brojni njihovi zajednički radovi su završili kao darovi crkvenim velikodostojnicima.
Crkvu Isusa Radnika u Đurđinu krase slike od slame koje su izradile njih dvije Njezino životno djelo je Križni put u tehnici slame, kojeg je počela izrađivati zajedno s Marijom Ivković Ivandekić 1997. godine, a nakon što je umrla, Marija Ivković Ivandekić ga je dovršila. Rio je izložen i u Zagrebu u Klovićevim dvorima. Ove slike su jedinstveni križni put u Katoličkoj crkvi na cijelome svijetu.
Bila je pripadnica skupine slikarica-slamarki koje su se 1980-ih aktivirale nakon dugogodišnjeg zamiranja aktivnosti Likovne sekcije. Osim nje, od obnoviteljica su bile i Anica Balažević, Matija Dulić, Marija Ivković Ivandekić, Rozalija Sarić, Marga Stipić i dr. Vremenom su im se pridružile i nove umjetnice (Đurđica Stantić i dr.). Godine 1986. je Likovna sekcija prerasla u Koloniju naive u tehnici slame. Sazivi tih kolonija su afirmirali Katu Rogić, Mariju Ivković Ivandekić te već prije poznate kolegice, ali i nove članice kolonije.
Njezina djela i djela napravljena zajedno s Katom Rogić bila su izložena i u Hrvatskoj, u galeriji FER-a: njezina samostalna djela Sakramenat (1947.), Srce Marijino (1957.) te djela koja je napravila zajedno s Marijom Ivković Ivandekić: Višeslavova krstionica (1976.), Seoba Bunjevaca (1986.), Križ i očenaše (1961.) i Zaštita svetog Josipa (1987.). Ukupno je izlagala na 90 izložbi.
Njezini zajednički radovi s Marijom Ivković Ivandekić nalaze se u brojnim biskupskim i kardinalskim kurijama, nuncijaturama i veleposlanstvima; njezin rad koji je bio simbol za katedralnu proslavu žetvene svečanosti Dužijance 1976. godine nalazi se u subotičkoj katedrali Svete Terezije Avilske (Kruna za proslavu Dužijance)
O njezinom radu i radu kolegica slamarki Ane Milodanović, Teze Milodanović, Đule Milodanović Kujundžić i Marije Ivković Ivandekić napisao je kulturni djelatnik bačkih Hrvata Lazar Ivan Krmpotić 2001. godine monografiju Umjetnost u tehnici slame.
2011. se godine našla na poštanskim markama maketa Katedrale sv. Terezije Avilske izrađena od slame te kruna od slame koju je izradila s Marom Ivković Ivandekić 1973. godine. U istoj seriji su djela Jozefine Skenderović i Augustina Jurige.

## Vanjske poveznice
- HKPD Matija Gubec Tavankut  Arhivirana inačica izvorne stranice od 4. veljače 2014. (Wayback Machine) Kata Rogić s krunom za Dužijancu i simbolima kruva i ribe iz Svetog Pisma, u Đurđinu 1988.
- HKPD Matija Gubec Tavankut  Arhivirana inačica izvorne stranice od 13. ožujka 2016. (Wayback Machine) Stranice posvećene prijašnjim članicama Likovne kolonije
- HKPD Matija Gubec Tavankut  Arhivirana inačica izvorne stranice od 19. rujna 2016. (Wayback Machine) Slika Kate Rogić: "Dolazak Bunjevaca", slama, 1986.